# Мирослав Настасијевић
Мирослав Настасијевић (Београд, 1939 – Нови Сад, 1998) био је песник, романсијер, приповедач, драмски писац, преводилац с енглеског и мађарског језика и антологичар. Такође је давао гласове у синхронизацији цртаних филмова у продукцији ТВ НС, као и у својим емисијама, попут луткомедије. Дела су му заступљена у низ антологија српске поезије и прозе за децу и одрасле и преведена на стране језике.

## Биографија
Био је уредник програма за децу ТВ Нови Сад. Уређивао књижевну периодику Поезија (1969). Сарађивао је са више књижевних часописа и листова - Поља, Стражилова, Руковет, Живот, Књижевност, Багдала, Кекец, Змај, Живот, Полетарац, итд.

## Дела

### Књиге песама
- Триптих (са М. Антићем и П. Зупцем), Нови Сад, 1973,
- Новосадски сонети, РУ "Радивој Ћирпанов", Нови Сад, 1974,
- Чувари ватре, Ириг, 1974,
- Година, Нови Сад, 1980,
- Свадба у Кани, Глас, Бања Лука, 1989,
- Неваљале песме, Универзал, Тузла, 1990,

### Песме за децу
- Бубе у глави, Зрењанин, 1972,
- Принцес песме, Ириг – Нови Сад, 1977,
- Времена тешка витешка, БИГЗ, Београд, 1978,
- Узми велики ексер, Јеж, Београд, 1982,
- Ах, тата, тата, мука ме хвата од тог вашег рата! Дечје новине, Горњи Милановац, 1984,
- Луткомендија, ТВ песме за децу, Жарко Зрељанин, Зрењанин, 1986,

### Романи
- Гвоздени бег, Минерва, Суботица – Београд, 1982,  21710087
- Казивања о Стефану Немањи, Матица српска, Нови Сад 1997,

### Романи за децу
- Трапави змај, Српска читаоница Ириг, 1982,
- Ко је овде наручио принца, роман за децу, Освит, Карловац, 1987,
- Цар својеручно, Дечје новине, Горњи Милановац, 1995,

### Приче
- После човека, Матица српска, Нови Сад, 1970,

### Драме и сценарии за ТВ серије
- Ватрено крштење, комедија, ТВ Нови Сад, 1977,
- Размишљања – измишљанка, ТВ серија, ТВ Нови Сад, 1978,
- Луткомендија, ТВ серија, ТВ Нови Сад, 1988,
- Мрав пешадинац, драма, ТВ Нови Сад, 1993,